# Andrew Reed

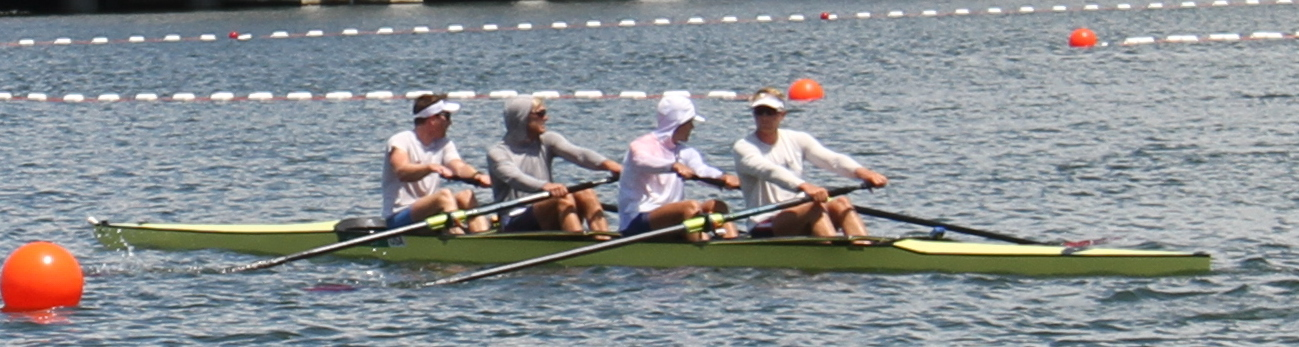
Andrew Reed en su remo olímpico con sus compañeros Anders Weiss, Michael Grady y Clark Dean

Andrew Reed (Worcester, 19 de diciembre de 1991) es un deportista estadounidense que compitió en remo.
Ganó una medalla de plata en el Campeonato Mundial de Remo de 2017, en la prueba de ocho con timonel. Participó en los Juegos Olímpicos de Tokio 2020, ocupando el quinto lugar en la prueba de cuatro sin timonel.

## Palmarés internacional
| Campeonato Mundial | Campeonato Mundial        | Campeonato Mundial | Campeonato Mundial |
| Año                | Lugar                     | Medalla            | Prueba             |
| ------------------ | ------------------------- | ------------------ | ------------------ |
| 2017               | Sarasota (Estados Unidos) | Medalla de plata   | Ocho con timonel   |